# Pheidole
Pheidole é um gênero de insetos, pertencente a família Formicidae.

## Espécies
O género conta com mais de 1 000 espécies, incluindo:
- Pheidole acutidens
- Pheidole argentina
- Pheidole megacephala
- Pheidole oculata